# Чырак
Чырак (кирг. Чырак) — село в Джети-Огузском районе Иссык-Кульской области Кыргызстана. Входит в состав Джети-Огузского аильного округа. Код СОАТЕ — 41702 210 830 07 0.

## Население
По данным переписи 2009 года, в селе проживало 1735 человек.